# Snoepgoed

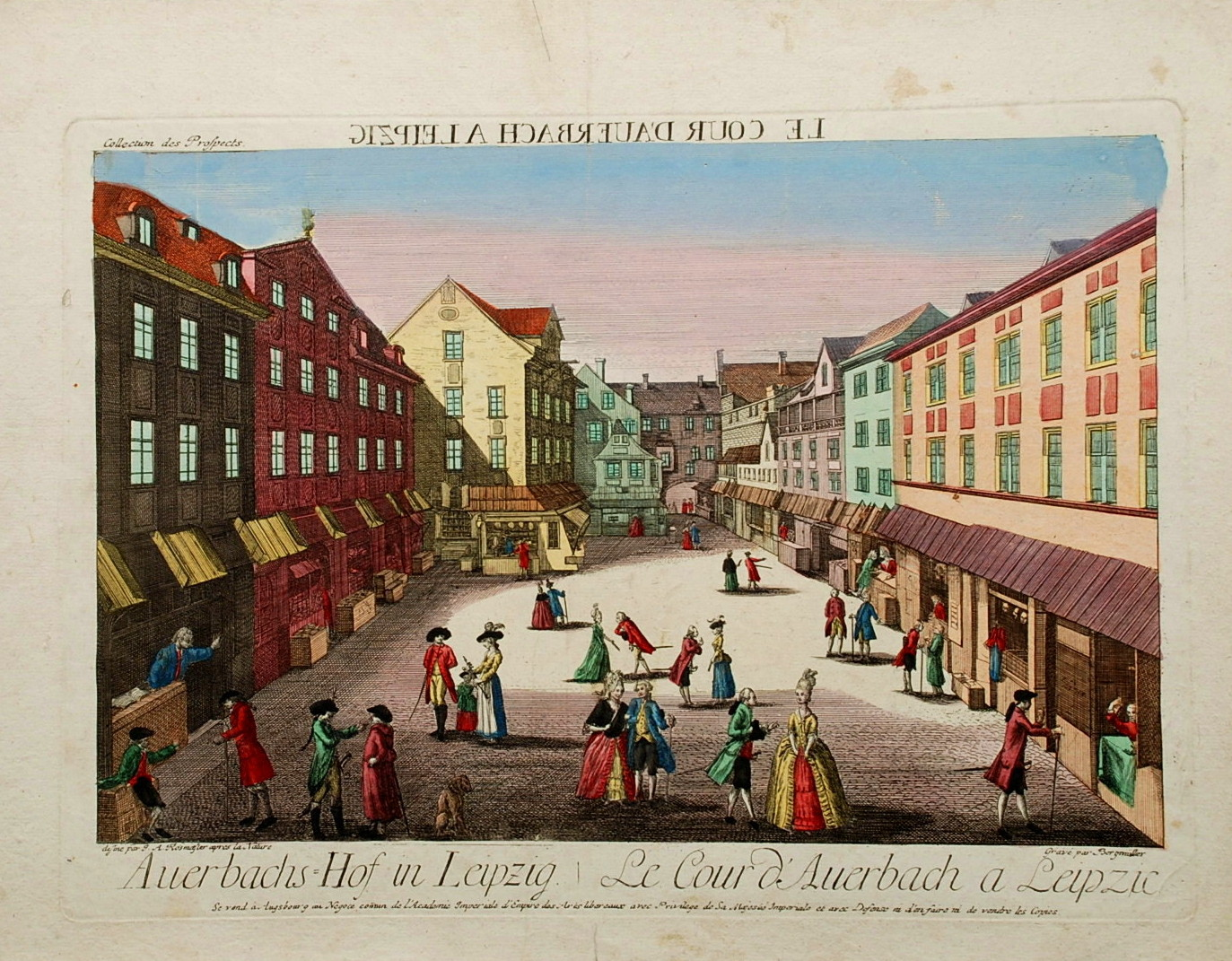
De Snoepmarkt in Leipzig, ca. 1780

Snoepgoed, ook snoep, suikergoed, suikerwaren of zoetwaren, is de algemene benaming voor voedingsmiddelen met suiker als hoofdbestanddeel, en is meestal afkomstig uit de voedingsindustrie. 

## Bestanddelen en bereiding
Om snoepgoed te maken zijn er veel verschillende recepten, afhankelijk van de nagestreefde vorm, grootte en stevigheid van het snoepgoed. Suikerwerk wordt gemaakt met witte suiker en water. Hoe minder water er gebruikt wordt hoe harder de structuur. Door toevoeging van bijvoorbeeld room wordt het product zachter. Zacht snoepgoed, bijvoorbeeld drop, is meestal gemaakt door toevoeging van gelatine. Smaak-, geur- en kleurstoffen worden aan snoep toegevoegd om de gewenste smaak, geur en kleur te bereiken.
Door de samenstelling zijn er mensen die bepaalde soorten snoep niet eten. Snoep met gelatine wordt niet gegeten door vegetariërs, veganisten en volgers van de Islam en het Jodendom. Er bestaan alternatieven op basis van bijenwas, maar veganisten eten niets van dierlijke afkomst, dus ook geen bijenwas. Daarnaast is er snoep zonder suiker voor diabetici, of mensen die lijnen maar toch willen snoepen.

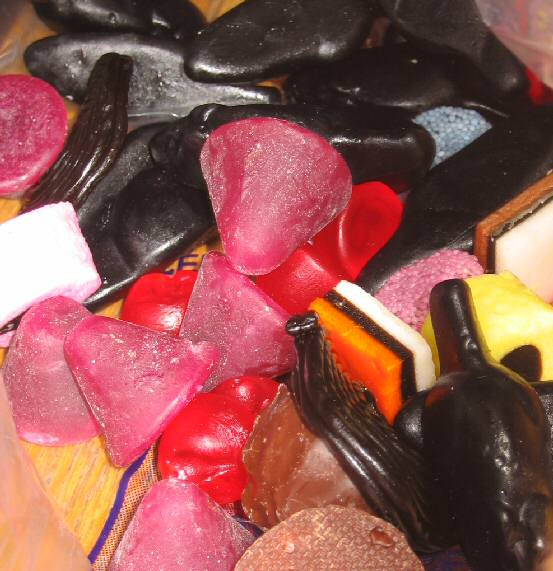
Verschillende soorten snoep
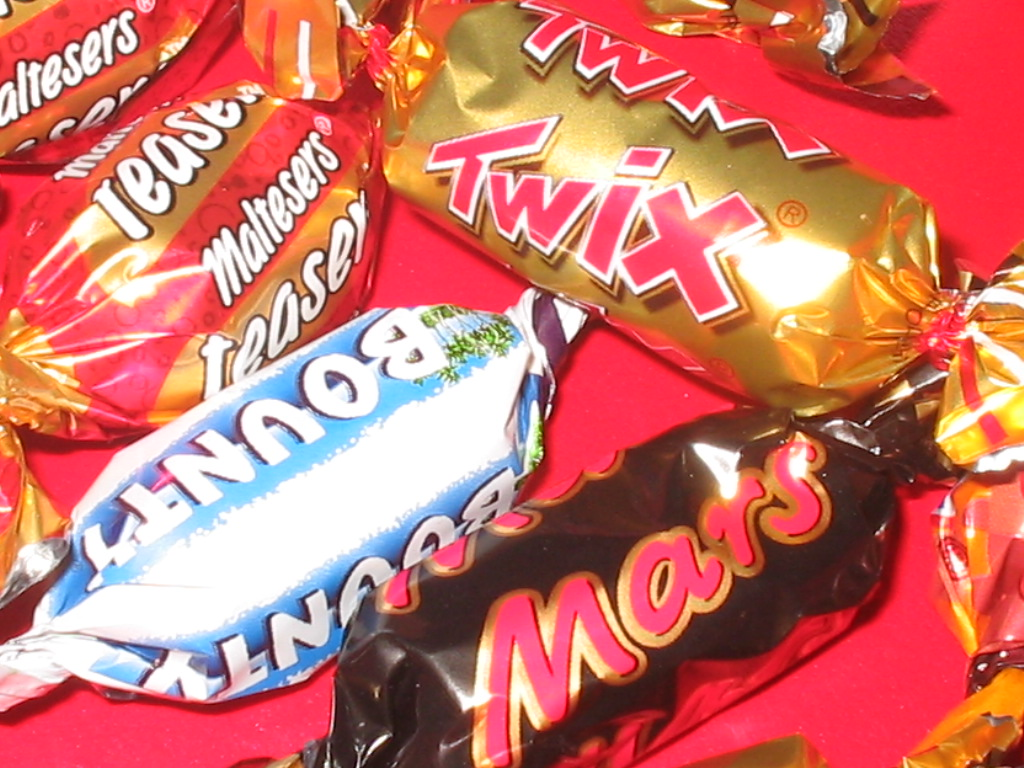
'Mini'-versies van bekende chocoladerepen
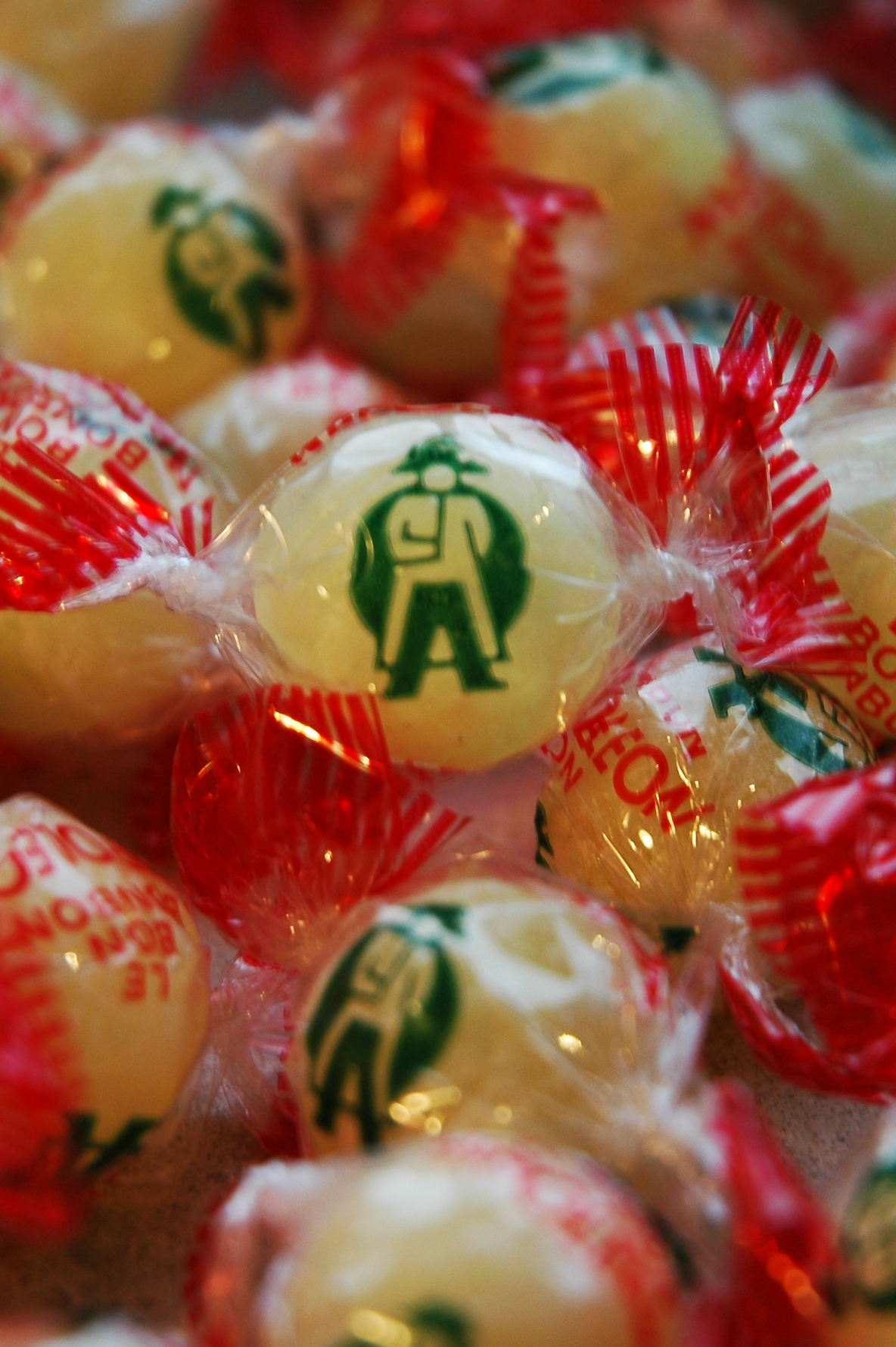
Napoleons
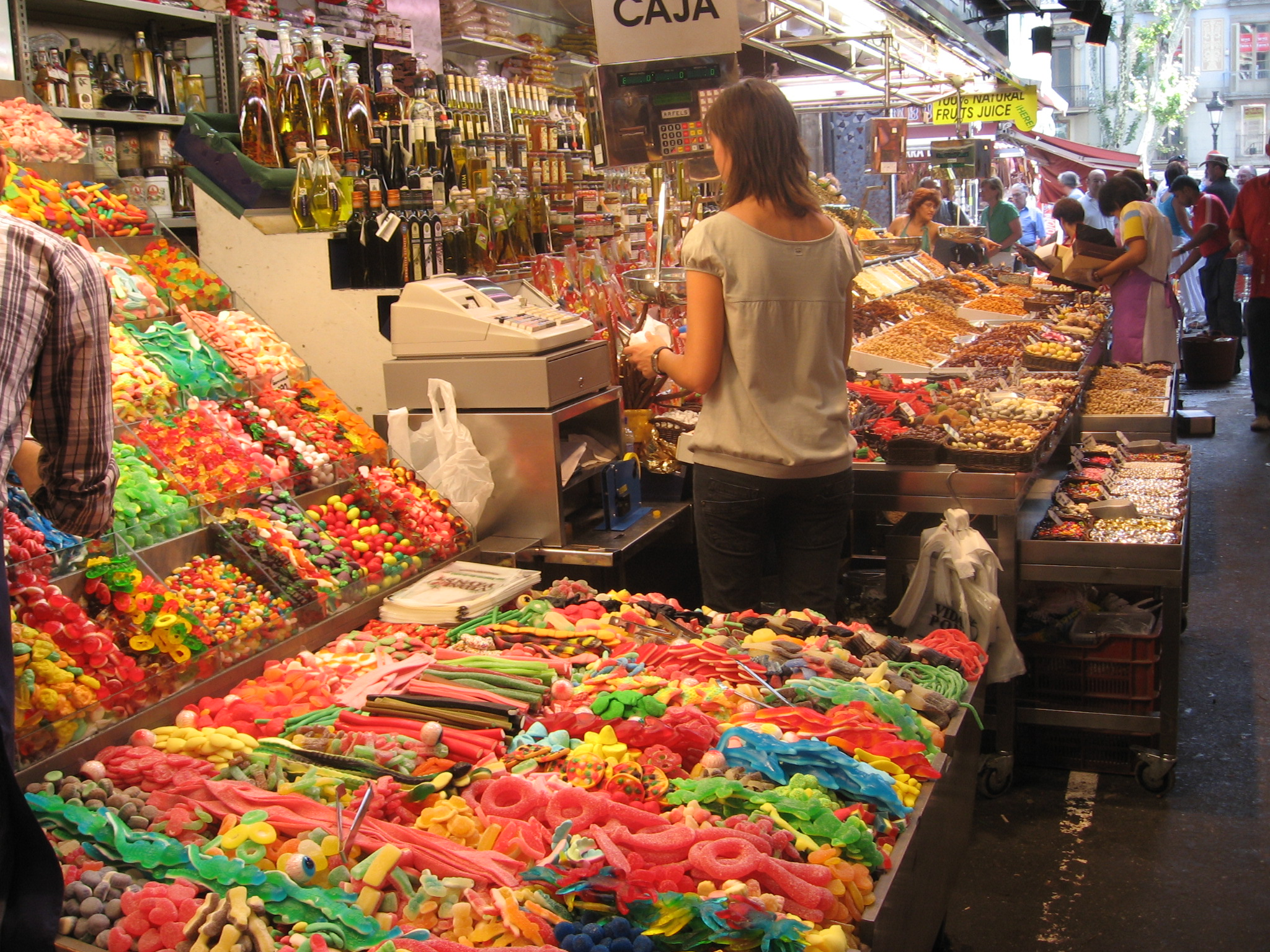
Schepsnoep

## Snoepgoed voor speciale gelegenheden

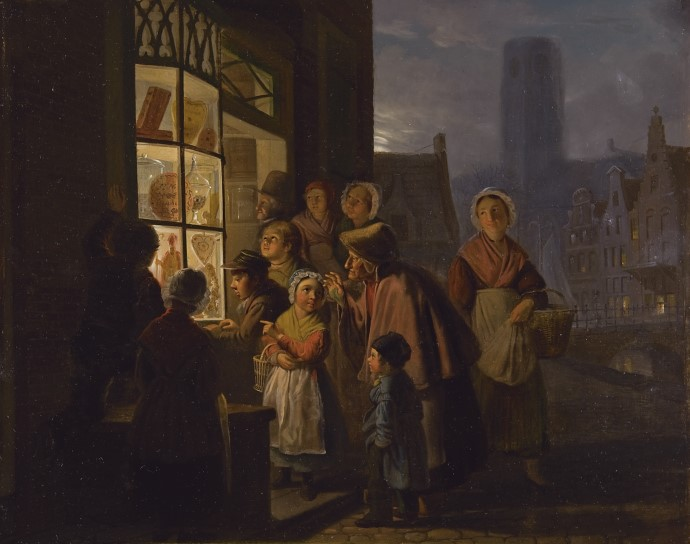
De uitstalling van suikerwerk voor het Sint Nicolaasfeest, Jan Hendrik van Grootvelt, 1841

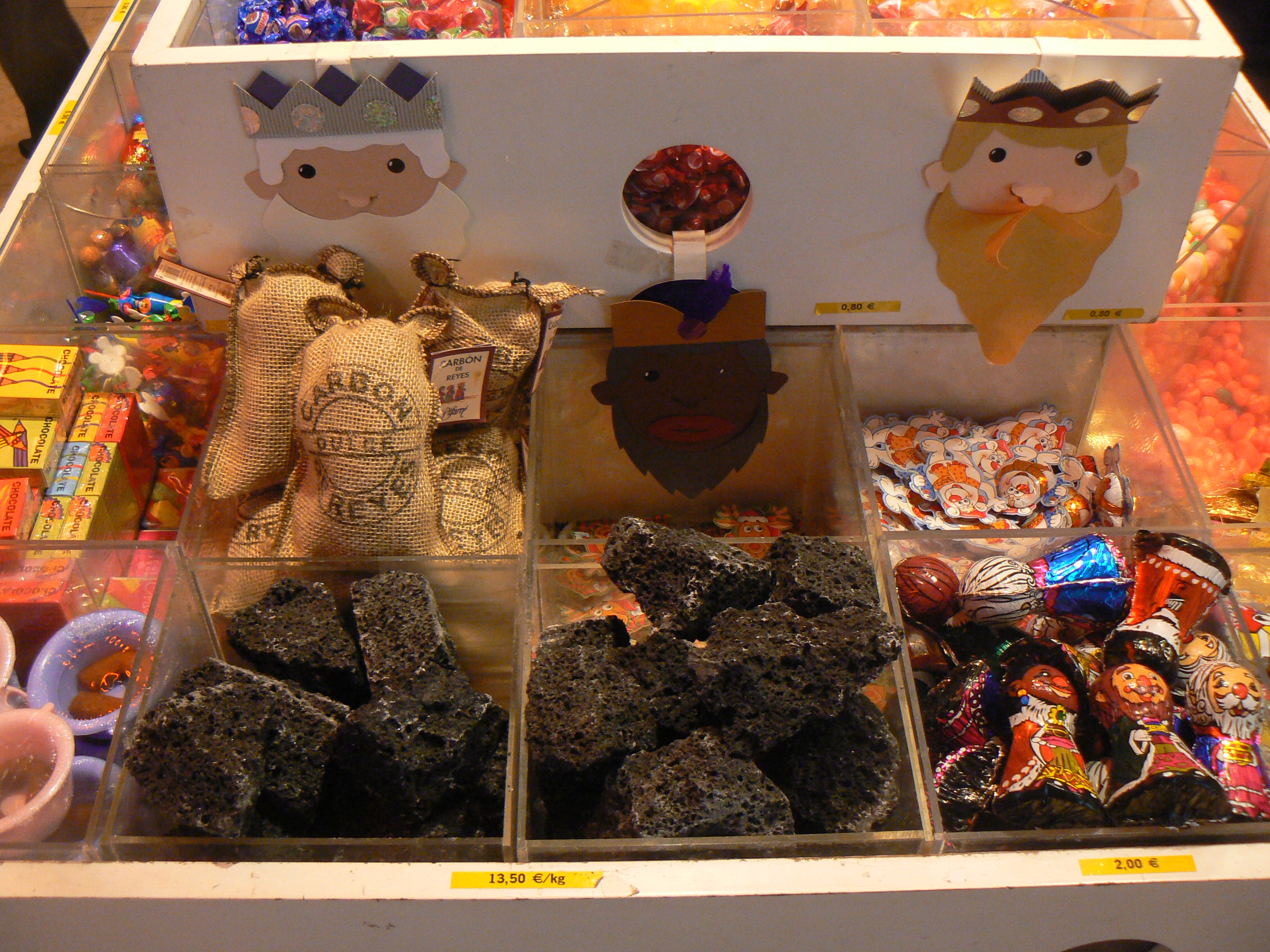
Snoepgoed voor de Driekoningenoptocht in Spanje

Bij sommige feesten, zoals het sinterklaasfeest, wordt snoepgoed speciaal voor het feest gemaakt. Bij het sinterklaasfeest in Nederland zijn dit onder andere pepernoten, chocoladeletters en taaitaai, in België zijn dit allerlei soorten beeldjes van chocolade. Ook speculaas wordt vaak in verband gebracht met Sinterklaas. Bij een bar mitswaviering gooien de vrouwen snoepjes naar de 13-jarige nadat die voor het eerst de Thoralezing heeft gedaan.

## Nederland
Nederland heeft in 2008 voor 1,3 miljard euro aan snoep geëxporteerd. Het gaat om 400 miljoen kilo zoetigheid. In datzelfde jaar is er voor 0,8 miljard euro geïmporteerd. Nederland was 2008 de grootste fabrikant van drop in de Europese Unie (EU). Nederland exporteerde vooral naar landen binnen de EU. Ook de import was in 2008 grotendeels afkomstig uit de EU.
Drop is in Nederland het meest gegeten snoep. In Nederland wordt zo'n 32 miljoen kilo drop per jaar gesnoept. In België is het meest gegeten snoep chocolade en chocoladeproducten. België en Duitsland zijn trouwens de grootste leveranciers van Nederlands snoepgoed.
Een van de grootste snoepgoedproducenten is de The European Candy Group (TECG) van de investeerder Bencis Capital Partners. De groep is opgericht door de investeringsmaatschappij in 2013. Onderdeel hiervan is Continental Candy Industries BV (ICC) met drie Nederlandse productielocaties in Drachten (tevens hoofdkantoor), Hoorn en Oosterwolde, en twee Duitse productielocaties in Boizenburg en Metelen (Sula/CCI).